# Chicken Little (phim 2005)
Chú gà nhỏ (tên gốc tiếng Anh: Chicken Little) là bộ phim hoạt hình dàn dựng bằng máy tính sản xuất bởi xưởng phim hoạt hình Walt Disney và là bộ phim hoạt hình thứ 46 của xưởng phim này. dựa trên truyện ngụ ngôn gốc cùng tên.

## Nội dung
Chicken Little là chú gà trống đầy trí tưởng tượng gặp nhiều rắc rối nhất. Một ngày nọ, anh ta gây ra sự hoảng loạn lan rộng trong thành phố nơi anh ta sống, nhầm lẫn giữa hạt phỉ và một mảnh trên trời rơi xuống. Sau khi sự thật được phơi bày, con gà mất hết tín nhiệm đối với cư dân. Tuy nhiên, khi một mảnh trời thực sự rơi xuống đầu anh và anh xác định được đó là người ngoài hành tinh, Chicken Little cần cứu thành phố mà không khiến mọi người phải hoảng sợ lần nữa.